# Capri
Pour les articles homonymes, voir Capri (homonymie).
 (mars 2024).
Si vous disposez d'ouvrages ou d'articles de référence ou si vous connaissez des sites web de qualité traitant du thème abordé ici, merci de compléter l'article en donnant les références utiles à sa vérifiabilité et en les liant à la section « Notes et références ».
Capri (prononciation en italien : /ˈkaːpri/) est une île italienne de la mer Tyrrhénienne située dans la baie de Naples, en face de la péninsule de Sorrente.
Pour sa beauté, elle est un lieu de villégiature à partir de l'époque romaine. L'île présente de nombreux points d'intérêt : Marina Piccola, le belvédère de Tragara, la grotte bleue (Grotta Azzurra), la villa San Michele, la villa Malaparte, ainsi que les ruines de plusieurs villas impériales romaines.

## Étymologie
Selon Pline l'Ancien, l'étymologie du nom de Capri remonte aux anciens colons grecs : il ne dérive donc pas du latin capreae, « chèvres », mais du grec ancien κάπρος / kápros, « sanglier ». Ces colons seraient des Téléboens (en Τηλεβόαι / Tēlebóai, d'où le latin Tēlěbǒae), venus des îles Téléboïdes (Tēlěbǒides insǔlae) proches de Leucade, à savoir Taphias (Taphǐae) et Oxǐae. Le hameau des hauteurs de l'île s'appelle toujours Anacapri (du grec ἀνά / aná, « en haut »).

## Géographie

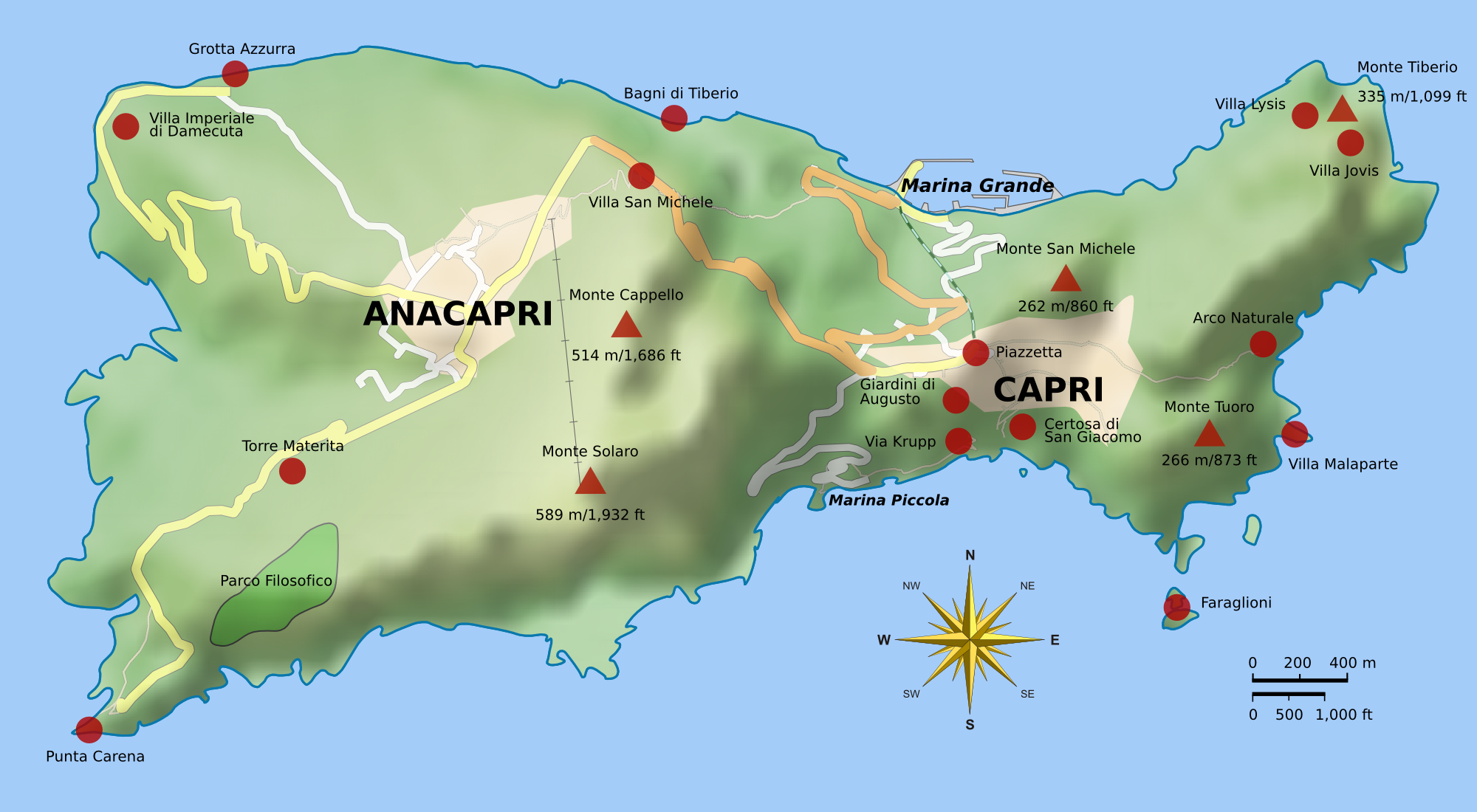
Carte de Capri.

Longue de six kilomètres sur presque trois kilomètres de large au maximum, avec 17 kilomètres de côtes, Capri a une superficie d'environ 10 km2. Son relief montagneux culmine au mont Solaro avec 589 mètres d'altitude, suivi du mont Tiberio avec 334 mètres, deux massifs situés dans la partie ouest de l'île.
Sur son territoire se trouvent la commune homonyme de Capri et la commune d'Anacapri.

## Géologie
Contrairement aux autres îles du golfe de Naples, Capri n'est pas d'origine volcanique mais sédimentaire ; elle est en effet formée de terrains calcaires datant du Crétacé et, dans une moindre mesure, de couches remontant à l'Éocène et de tufs provenant des volcans voisins. Du point de vue orogénique, elle constitue l'extrême contrefort du système montagneux de la péninsule de Sorrente, qui est elle aussi une formation calcaire.
On la connaît notamment pour les stacks, deux rochers émergeant de la mer.

## Histoire

### Préhistoire
La préhistoire de Capri est un des chapitres les plus intéressants de celle d’Italie. Elle est surtout utile à la connaissance des plus anciennes vicissitudes géologiques de l’île : depuis le temps où, à l’origine elle appartenait à la Tyrrhénie, plus tard submergée, jusqu’à son détachement de la terre ferme, sa formation et sa civilisation.
Les premiers à découvrir la préhistoire de Capri furent les Romains. Les architectes et les esclaves employés aux premières constructions impériales avaient fait, en creusant les fondations de grands édifices, une découverte singulière : des os gigantesques d’animaux primordiaux et des armes inconnues en pierre, comme ceux que pouvaient utiliser les héros de la légende et du mythe. Ces os et ces armes furent montrés à Auguste et l’empereur, qui n’aimait pas être, chez lui, entouré d’œuvres d’art rares et précieuses, voulut au contraire conserver dans sa villa de Capri ces étranges et exceptionnels monuments des origines de l’île. C’est ainsi que le premier musée de paléontologie et de paléo-ethnologie se constitua dans la maison d’Auguste. Suétone le raconte comme une des choses les plus singulières de la vie et du caractère de l’empereur, soulignant l’intérêt de naturaliste porté par celui-ci à la découverte : « qualia sunt Capreis immanium belluarum ferarumque membra praegrandia, quae dicuntur gigantum ossa, et arma heroum » (« Il s’intéressa de manière, particulière de choses singulières par leur ancienneté et rareté, les armes des héros »).
D’autres os gigantesques et d’autres armes en pierre, enfouis et entremêlés dans le limon desséché d’un ancien bassin lacustre. Il s’agissait d’os d’animaux disparus, tels que l’Elephas primigenius (mammouth) le Rhinoceros Merckii, l’Ursus spelaeus et d’armes d’attaque et de défense, tels que les pointes de silex et de quartzite taillées et affilées, triangulaires ou amygdaloïdes, de type chelléen et moustérien, instruments de l’art primitif de la guerre. Ce fut un médecin naturaliste, Ignazio Cerio, qui reconnut et recueillit, dans les tranchées de fondation, les nouveaux et précieux monuments de la vie paléozoïque de Capri, remontant de milliers d’années dans la préhistoire.

### Antiquité et époque romaine

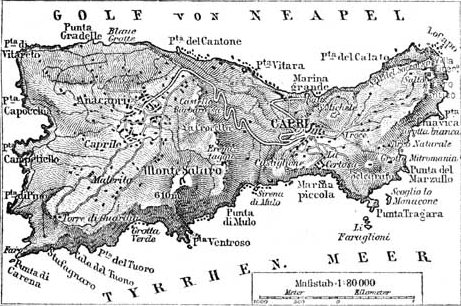
Ancienne carte.

L'île fut habitée à une époque très reculée. Les preuves d'une installation humaine très ancienne furent trouvées à l'époque romaine ; selon Suétone (Vie des douze césars, Auguste, LXXII, 6), lorsque furent creusées les fondations de la villa d'Auguste, « des os de géants et des armes des héros » furent mis au jour. L'empereur ordonna que ces objets soient exposés dans les jardins de sa résidence principale, le Palais de la Mer, et parce que le calcaire de l'île remonte au Crétacé, on peut penser qu'il s'agissait de fossiles de reptiles marins. Des fouilles réalisées à l'époque moderne ont montré qu'une présence humaine sur l'île peut être attestée au Néolithique et à l'âge du bronze.
Tacite écrit qu'il y avait 12 villas impériales à Capri. Les ruines de celle de Tragara pouvaient encore être vues au XIXe siècle.
Tibère, le successeur d'Auguste, construisit aussi une série de villas à Capri, la plus connue étant la villa Jovis ; il y passe sans interruption les dix dernières années de son règne (de 27 à 37).

### Époque moderne
Lorsque le maréchal Murat succède à son beau-frère Joseph Bonaparte sur le trône du royaume de Naples, le général Jean Maximilien Lamarque est chargé le 18 décembre 1808 de prendre l'île de Capri. En effet, sa garnison anglaise aux ordres d'Hudson Lowe, le futur geôlier de l'empereur à Sainte-Hélène, narguait la présence française, le drapeau britannique étant visible des fenêtres mêmes du palais royal. De par sa configuration naturelle, l'île semblait inexpugnable. Entourée de rochers à pic couronnés par les défenses ennemies, fortement armées d'artillerie, on ne pouvait l'investir que par escalade et sous le feu nourri d'une garnison nombreuse. Lamarque en entreprit l'escalade à la tête de ses hommes, faisant enlever les échelles et retirer les navires pour ôter toute possibilité de repli ; il ne restait donc plus aux Français qu'à se faire décimer sur place ou à vaincre, et c'est baïonnette au canon qu'ils réussirent après plusieurs tentatives à enfoncer les défenses anglaises, imposant à l'ennemi une capitulation laissant aux mains des troupes françaises magasins, munitions et ateliers. Rendant hommage à la valeur de ses adversaires, le général Lamarque accorda la liberté aux Anglais qui quittèrent l'île sans armes ni bagages.

### Histoire contemporaine

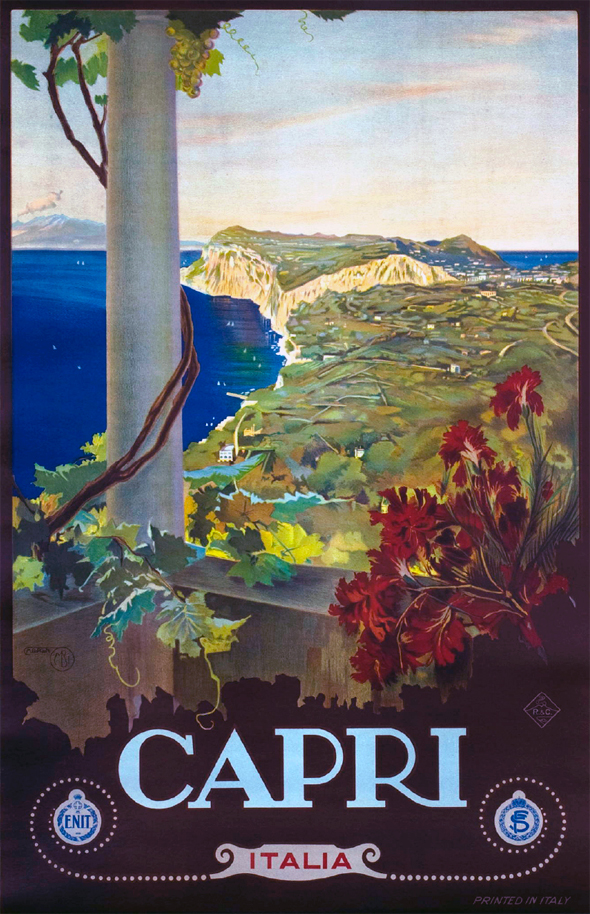
Affiche publicitaire.

À partir du XIXe siècle, Capri devient une destination de villégiature pour l'aristocratie romaine, aux saisons où la température est trop élevée dans la capitale. L'île est fréquentée par de nombreuses personnalités (Henry James, Oscar Wilde, Rainer Maria Rilke, Maxime Gorki, Victoria de Bade ou encore Curzio Malaparte ; des artistes allemands, des lesbiennes américaines et des révolutionnaires russes y élisent également un temps domicile). Le médecin Axel Munthe fait restaurer la villa San Michele et Fritz Krupp, héritier des aciéries prussiennes, fait construire un chemin escarpé jusqu'à sa villa, ainsi qu'une grotte artificielle dans le port de Marina Piccola.
Le peintre américain John Singer Sargent séjourna à Capri en août 1878 et s'y est lié d'amitié avec un peintre anglais, Frank Hyde, qui avait un atelier au monastère abandonné de Santa Teresa. Il a utilisé à la fois l'atelier de Hyde et son modèle, Rosina Ferrara.
Capri connaît un regain de popularité à la fin des années 1930, mais surtout dans les années 1950-1960, où elle devient une destination prisée de la jet-set (le prince Rainier et Grace Kelly, la duchesse de Windsor, Richard Burton et Elizabeth Taylor, Marisa Berenson, Penelope Tree, David Bailey, Valentino, Aristote Onassis et Jackie Kennedy, etc.). L'île donne naissance à un style vestimentaire issu de l'artisanat local (gros colliers en corail et turquoises, spartiates ou encore le pantalon capri), inspirant les créateurs de mode (Dolce & Gabbana par exemple). Laurent Cotta, chargé de la création contemporaine au palais Galliera, musée de la Mode de la Ville de Paris note : « En pleine Trente Glorieuses, tout le monde défile ici… Il suffit d'avoir un yacht. On se félicite de l'ambiance (soi-disant) conviviale, comme à Saint-Tropez où on joue aux boules avec le poissonnier. Une sorte de mixité sociale de vacances ».

## Capri dans la culture

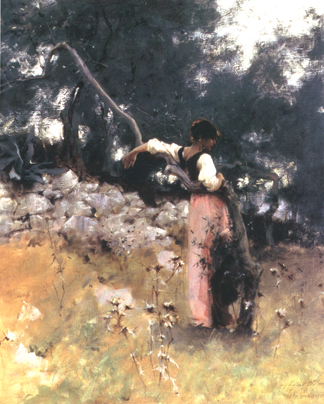
Capriote, 1878
John Singer Sargent
Musée des Beaux-Arts (Boston)

### Art et littérature
L'île a accueilli de nombreux hôtes populaires comme Jean Cocteau, André Gide, Maxime Gorki qui vint en exil à Capri entre les deux révolutions russes de 1905 et 1917 et y écrivit Enfance, Oscar Wilde, Jacques d'Adelswärd-Fersen, Pablo Picasso, et elle est devenue une destination très prisée des touristes. On y visite notamment la villa San Michele et ses collections, qui appartenaient au médecin et écrivain suédois Axel Munthe (1857-1949), ainsi que la villa Malaparte, ou encore la villa Vismara, transformée en hôtel. 

#### Littérature
- Le Livre de San Michele, d'Axel Munthe, se situe à Capri.
- Le livre de Roger Peyrefitte, L'Exilé de Capri (paru en 1959 chez Flammarion), est une biographie romancée du poète français Jacques d'Adelswärd-Fersen (1880-1923).

#### Cinéma et télévision
- L'action du film Les Pirates de Capri se partage entre Naples et Capri.
- Une partie du film Le Mépris, réalisé en 1963 par Jean-Luc Godard, se déroule à Capri[5].
- Le film Vanille Fraise fut presque entièrement tourné à Capri.
- La série Netflix Di4ri se déroule à Capri[7].

#### Chanson
- Le chanteur Hervé Vilard a commencé sa carrière à l'âge de 19 ans en chantant son premier succès Capri c'est fini.
- Le chanteur Tino Rossi a interprété C'est à Capri.

### Cuisine

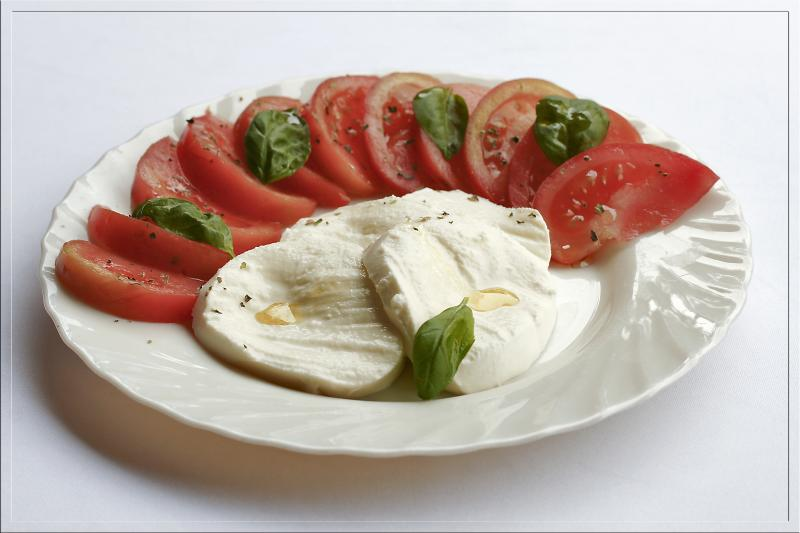
Salade caprese.

- Les pêches à la Capri (pêches au vin rouge épicé)
- La salade caprese (basilic, mozzarella, tomate)
- La torta caprese, gâteau au chocolat et aux amandes
- Le limoncello, liqueur obtenue par macération d'écorces de citron dans de la grappa.
- Le finocchietto, liqueur de fenouil proche de l'absinthe qui se déguste comme digestif.

## Personnalités
- Séraphine de Dieu ou Prudenza Pisa, (1621-1699). Religieuse carmélite, mystique et écrivaine, fondatrice de plusieurs couvents de carmélites dans le sud de l'Italie.